# 官綺岫
官綺岫（?—?），清朝政治人物。
乾隆39年（1774年），擔任清朝遵义府婺川縣知縣。后由李太銑接任。